# Amelunxen (Beverungen)

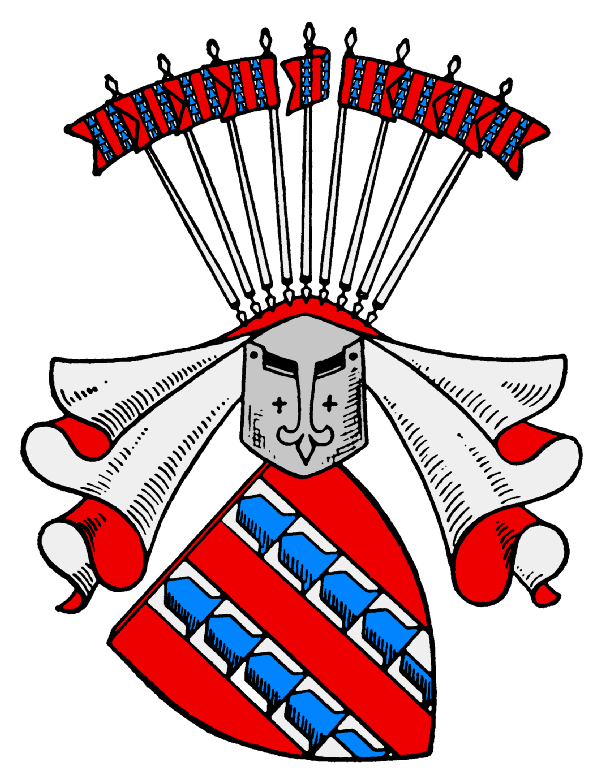
Wappen von Amelunxen

Amelunxen ist eine Ortschaft in Nordrhein-Westfalen und gehört zur Stadt Beverungen im Kreis Höxter.

## Geografie
Der Ort mit seinen etwa 1030 Einwohnern liegt etwa 6 km nordwestlich der Kernstadt Beverungen und etwa 7 km südwestlich von Höxter.
Die Nethe fließt am Ort vorbei.

## Geschichte
Der Ort war Stammsitz der Ritter von Amelunxen, die hier bis zum Ende des 17. Jahrhunderts saßen. Amelunxen gehörte bis 1803 zum Stift Corvey und anschließend bis 1807 zum Fürstentum Corvey. Von 1807 bis 1813 war Amelunxen eine Gemeinde im Kanton Beverungen des Departements der Fulda im Königreich Westphalen und fiel dann an Preußen. 1816 kam die Gemeinde zum neuen Kreis Höxter, in dem sie zum Amt Beverungen gehörte.
Während des Zweiten Weltkriegs waren in der Gemeinde keine deutschen Truppenteile stationiert. Im April 1945 wurde das Dorf durch eine unbekannte deutsche Einheit, verstärkt durch einige Pioniere, zur Verteidigung eingerichtet. Stellungen wurden ausgehoben, Panzersperren angelegt und die beiden Eisenbahnüberführungen und die vier Nethe-Brücken wurden zur Sprengung vorbereitet. Am Nachmittag des 5. April wurden die Verteidiger durch rund 130 Soldaten der Waffen-SS verstärkt. Amelunxen sollte als Brückenkopf am westlichen Weserufer unbedingt gehalten werden. Am Abend des 5. April fühlten die Amerikaner, von Ottbergen kommend, erstmals gegen den Ort vor. Sie zogen sich jedoch sofort zurück, als sie auf Widerstand stießen. Am Morgen des 6. April begann dann der Beschuss des Dorfes durch die Amerikaner. Anschließend kam es zu schweren Straßen- und Häuserkämpfen, in deren Folge die zur Sprengung vorbereiteten Bauwerke von den Deutschen zerstört wurden. Bei den Sprengungen wurden weitere Häuser von Amelunxen beschädigt bzw. zerstört. Gegen Mittag war nach anhaltend heftigen Straßenkämpfen das Dorf zu drei Vierteln von den Amerikanern besetzt. Als letztes Gebäude wurde das am östlichen Ortsausgang an der Straße nach Wehrden gelegene Wohnhaus der Familie Menke von den Amerikanern besetzt. In diesem Gebäude hatte sich seit den Nachmittagsstunden der Gefechtsstand der deutschen Verteidiger befunden. Bei den Kämpfen um Amelunxen waren 15 deutsche und 13 amerikanische Soldaten getötet worden.
Die Gemeinde Amelunxen schloss sich auf Grundlage des Höxter-Gesetzes am 1. Januar 1970 mit zehn weiteren Gemeinden des Amtes Beverungen und der Stadt Beverungen zur neuen Stadt Beverungen zusammen.

## Einwohnerentwicklung
| Jahr              | Einwohner | Quelle |
| ----------------- | --------- | ------ |
| 1885              | 960       | [ 5 ]  |
| 1. Dezember 1910  | 955       | [ 6 ]  |
| 1925              | 1091      | [ 5 ]  |
| 1933              | 1159      | [ 5 ]  |
| 1939              | 1077      | [ 5 ]  |
| 6. Juni 1961      | 1269      | [ 7 ]  |
| 31. Dezember 1967 | 1275      |        |
| 31. Dezember 1969 | 1256      | [ 8 ]  |
| 1980              | 1295      | [ 9 ]  |
| 1985              | 1298      | [ 9 ]  |
| 1990              | 1270      | [ 9 ]  |
| 1995              | 1350      | [ 9 ]  |
| 1998              | 1316      | [ 9 ]  |
| 2000              | 1325      | [ 9 ]  |
| 2002              | 1296      | [ 9 ]  |
| 2004              | 1258      | [ 9 ]  |
| 2005              | 1236      | [ 9 ]  |
| 2020              | 1028      | [ 1 ]  |

## Ortswappen
Der Ort führt als inoffizielles Wappen das des Geschlechts derer von Amelunxen: In Rot zwei mit je viereinhalb blauen Eisenhüten belegte silberne Pfähle (Eisenhutfeh). Auf dem Helm mit rot-silbernen Decken neun silberne Turnierlanzen mit wie der Schild bezeichneten Fähnlein.

## Bauwerke

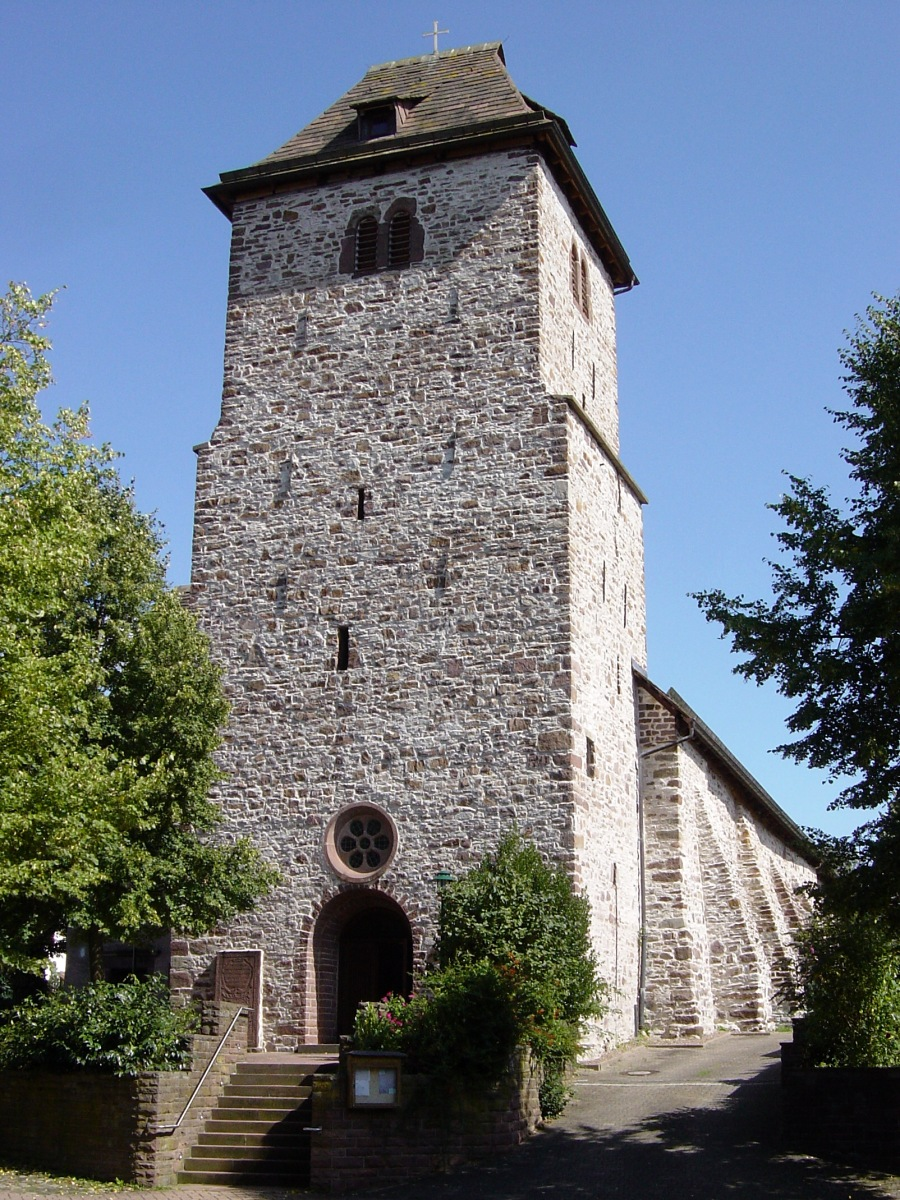
Evangelische Georgskirche in Amelunxen

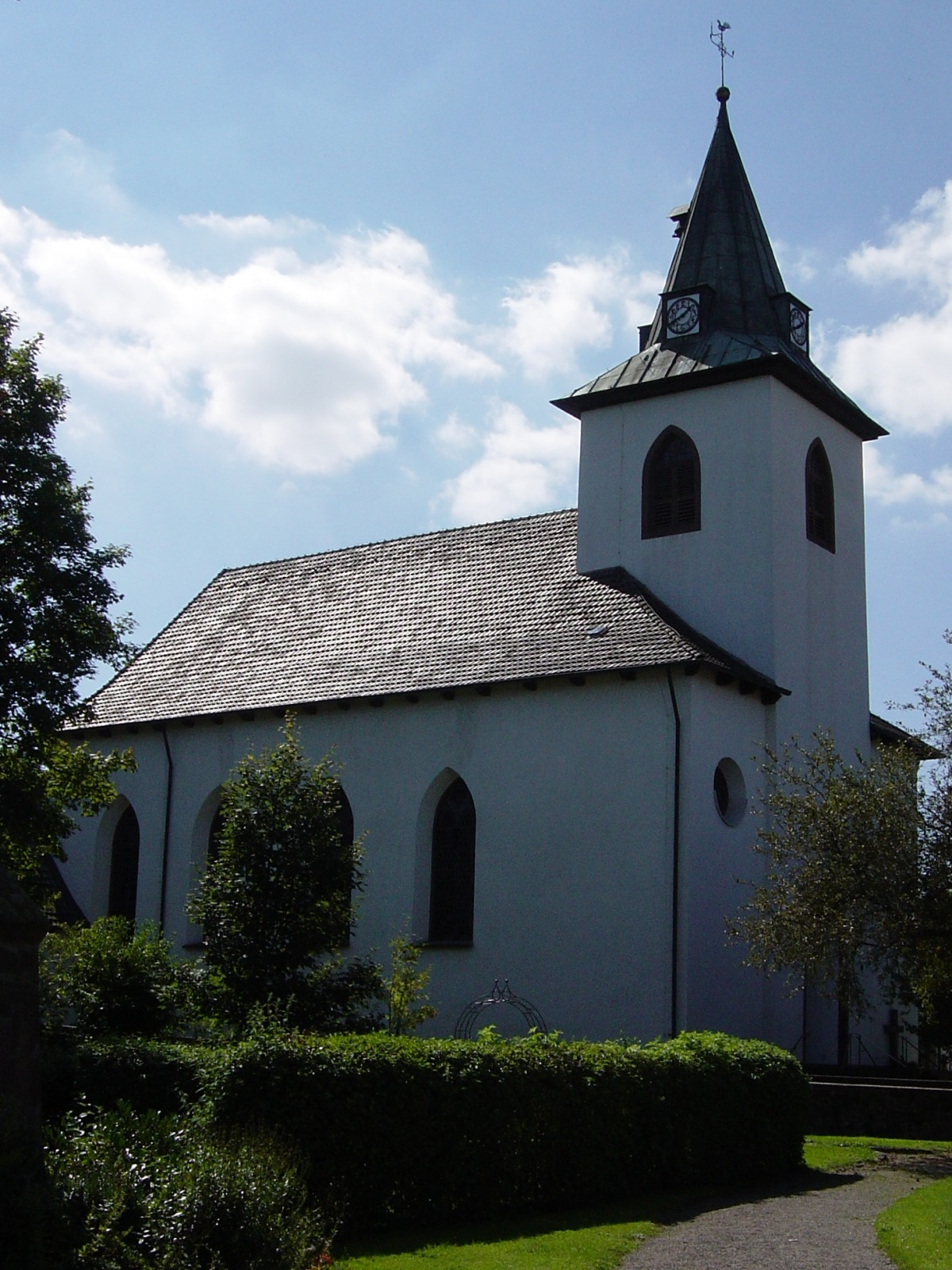
Katholische St. Peter und Paul-Kirche in Amelunxen

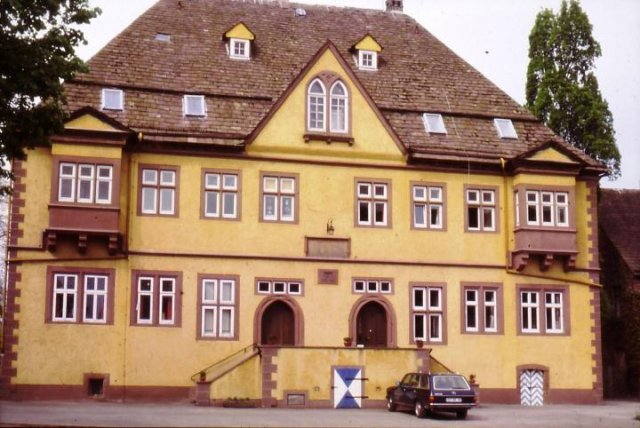
Schloss Amelunxen

- Im Zentrum des Ortes befinden sich zwei Kirchen:
  - Die romanische Georgskirche wurde 1118 geweiht und im Jahr 1651, nach häufigem Besitzerwechsel zwischen beiden Konfessionen, endgültig evangelisch.
  - Die katholische Kirche St. Peter und Paul wurde 1818 bis 1822 im Auftrag von Ferdinand von Lüninck erbaut.
- Das Schloss Amelunxen wurde 1554 im Stil der frühen Weserrenaissance erbaut. Seine Innenräume sind für die Öffentlichkeit nicht zugänglich.[10]
- Auf dem Jüdischen Friedhof sind etwa 16 Grabsteine erhalten.

## Bildung
In Amelunxen befindet sich eine Gemeinschaftsgrundschule, welche im Sommer 2014 und damit zum Schuljahr 2015 schließen musste, sowie ein Kindergarten für 50 Kinder.

## Verkehr
Aus südlicher Richtung kommend verläuft die Landesstraße L 837 durch Amelunxen, die nördlich davon in die B 64 mündet.
Die Sollingbahn durchfährt den Ort; die Haltepunkte Amelunxen sowie Amelunxen West an der Bahnstrecke Altenbeken–Kreiensen werden nicht mehr bedient.
Der Radweg R 2 führt, von Brakel kommend, durch Amelunxen über Godelheim bis zur Mündung der Nethe in die Weser, wo Anschluss an den Weserradweg (R 99) besteht.

## Persönlichkeiten
- Gustav von Ewers (1781–1830), Historiker, Staatsrechtslehrer, Rektor der Universität Dorpat, Kaiserlich-russischer Wirklicher Staatsrat, in Amelunxen geboren